# Барнаульський трамвай
Барнаульський трамвай — діюча трамвайна система в місті Барнаул Алтайського краю, було здано у експлуатацію 7 листопада 1948. Станом на 2016 в Барнаулі діє 9 трамвайних маршрутів, загальна протяжність колії — 125 км. У місті є 2 трамвайних депо. Обсяг щоденних перевезень становить близько 250 тисяч пасажирів. 7 листопада 2013 відзначалося 65-річчя відкриття трамвайного руху в місті Барнаул. Вартість проїзду на 1 грудня 2016 року — 19 рублів.

## Історія

Трамвайна система на карті міста

Перші плани щодо створення трамвая в Барнаулі з'явилися ще в 1911 році : американське консульство в Москві звернулося з проханням видати концесію на створення трамвая. Повторно питання розглядалося в Міській думі у 1914 році, проте через початок Першої світової війни і погіршення економічної ситуації ці плани не були реалізовані.
9 березня 1946 Йосип Сталін підписав постанову Радміну СРСР про будівництво в Барнаулі першої черги трамвая, сам же трамвай з'явився в Барнаулі 7 листопада 1948. Маршрут № 1 проходив від площі Свободи до району нинішнього ринку «Ювілейний». У вересні 1949 відкрилося депо № 1 на вулиці Анатолія, звідти ж був пущений маршрут № 2 до площі Свободи. У 1950 році маршрут № 3 з'єднав старий м'ясокомбінат і завод «Барнаултрансмаш», а у 1960 році трамваї пішли по вулицях Телефонна,Антона Петрова і Північно-Західна і в Нагірну частину міста (1968). У 1986 році трамвайна мережа продовжилася до мікрорайону Потік і ЗСВ .
Перші трамвайні вагони в місті були типу МС, які були отримані з Ленінграда. У 1950-і і 1960-і основу рухомого складу становили поїзда КТМ/КТП-1 і КТМ/КТП-2 . З 1971 року в місто масово надходили Tatra T3, що стали основою рухомого складу, з 1985 року — Tatra T6B5. У радянський час Барнаул і Новокузнецьк — єдині міста на схід від Уралу, які отримували чеські трамвайні вагони і налагодили їх експлуатацію, при цьому тільки в Барнаулі трамвайні вагони Tatra (і зокрема, Tatra T6B5) складають основу рухомого складу. У 1990-і роки на короткий час з'явилися — і були передані в Новокузнецьк і Бійськ, сучасні російські трамвайні вагони 71-608К і 71-608КМ.

## Моделі трамваїв
| Модел                        | Кількість |
| ---------------------------- | --------- |
| Tatra T3SU                   | 164       |
| Tatra T6B5                   | 99        |
| Tatra TB4D Алтайелектротранс | 4         |
| Tatra T3SU Алтайелектротранс | 2         |
| Tatra B3DM Алтайелектротранс | 1         |
| ЛВС-2005                     | 1         |